# Marquez (Texas)
Marquez è un comune (city) degli Stati Uniti d'America della contea di Leon nello Stato del Texas. La popolazione era di 263 abitanti al censimento del 2010.

## Geografia fisica
Secondo lo United States Census Bureau, la città ha una superficie totale di 3,52 km², dei quali 3,52 km² di territorio e 0 km² di acque interne (0% del totale).

## Società

### Evoluzione demografica
Secondo il censimento del 2010, la popolazione era di 263 abitanti.

### Etnie e minoranze straniere
Secondo il censimento del 2010, la composizione etnica della città era formata dal 72,24% di bianchi, il 9,13% di afroamericani, lo 0,76% di nativi americani, lo 0% di asiatici, lo 0% di oceanici, il 16,35% di altre razze, e l'1,52% di due o più etnie. Ispanici o latinos di qualunque razza erano il 24,71% della popolazione.